# ザオ (バンド)
ザオ (Zao)は、はマグマの元メンバーの2人、ヨシコ・セファー（サクソフォーン、クラリネット）とフランソワ・カーン（ピアノ）によって結成されたプログレッシブ・ロック/ズール・バンド。 彼らは1971年から1994年に活動し、6枚のスタジオ・アルバムをリリースした。
1976年、マグマのヴァイオリニスト、ディディエ・ロックウッドがバンドに参加した編成で、アルバム『カワナ』と『ライヴ 1976』を発表している。

## メンバー
- モーリシア・プラトン（Mauricia Platon） – ボーカル
- ヨシコ・セファー（Yochk'o Seffer） – サクソフォーン、クラリネット 、ボーカル
- フランソワ・カーン（François "Faton" Cahen） – ピアノ、キーボード
- ディディエ・ロックウッド（Didier Lockwood） – ヴァイオリン (1976年)
- ジョエル・デュグルノー（Joël Dugrenot） – ベース
- ジャン・ミ・トゥルォン（Jean-My Truong） – ドラム
- ジェラール・プレヴォス（Gérard Prevost） – エレクトリックベース
- ピエール・ティブーム・ギニョン（Piere "Ty Boum" Guignon） – パーカッション
- ミシェル・マルガンド（Michèle Margand） – ヴァイオリン
- マリー・フランソワ・ヴィアウド（Marie-Françoise Viaud） – ヴァイオリン
- フランソワ・デュッシェ（Françoise Douchet） – ヴァイオリン
- クロディーヌ・ラッシェル（Claudine Lassere） – チェロ

## ディスコグラフィ

### アルバム
- 『Z=7L』 - Z=7L (1973年)
- 『オシリス』 - Osiris (1975年)
- 『シェキナ』 - Shekina (1975年)
- 『カワナ』 - Kawana (1976年)
- 『ライヴ 1976』 - Live! (1976年)
- Typhareth (1977年)
- 『アケーナトン』 - Akhenaton (1994年)
- 『イン・トーキョー』 - In Tokyo (2007年)